# Charles Bourgeois (homme politique canadien)
Pour les articles homonymes, voir Bourgeois et Charles Bourgeois.
Charles Bourgeois (29 juillet 1879-15 mai 1940) est un avocat et homme politique fédéral du Québec. Il est bâtonnier du Québec de 1926 à 1927.

## Biographie
Né à Trois-Rivières dans la région de la Mauricie, il entama sa carrière politique en servant comme conseiller municipal de Trois-Rivières en 1911. Défait par le libéral Joseph-Félix Descôteaux dans Nicolet en 1926, il devint député du Parti conservateur dans la circonscription fédérale de Trois-Rivières—Saint-Maurice lors d'une élection partielle déclenchée après le décès du député Arthur Bettez en 1931. Il ne se représenta pas en 1935 pour accepter le poste, offert par le premier ministre Richard Bedford Bennett, de sénateur de la division de Chaouinigane. Il y demeurera jusqu'à son décès en 1940.
Sa fille entra chez les carmélites à Trois-Rivières. Elle fonda un couvent à Singapour.